# 台中市公車黃4路
台中市公車黃4路目前由計程車業者提供服務，採預約制，行駛自朴子里活動中心到豐原，此路線大部份行駛於豐原區朴子街、圓環東路。

## 歷史
- 2020年6月3日：通車。[1]
- 2021年6月1日：原「豐原醫院」端點延伸至「豐原」，裁撤「圓環東南陽路口」並修改發車時刻表。[2][3]

## 路線基本資料
全程行車里數約待查，全程行駛時間約30分鐘。往豐原共14站，往朴子里活動中心共14站。
自朴子里活動中心起經豐原區朴子街、豐原大道六段、三豐路一段、圓環北路二段、圓環東路、南陽路、永康路、安康路、陽明街、自強南街、南陽路、惠陽街、向陽路、中正路、源豐路、三民路到豐原。

### 時刻表
每日行駛
| 台中市公車黃4路時刻表 | 台中市公車黃4路時刻表 | 台中市公車黃4路時刻表 | 台中市公車黃4路時刻表 |
| --------------------- | --------------------- | --------------------- | --------------------- |
| 朴子里活動中心開時刻  | 朴子里活動中心開備註  | 豐原開時刻            | 豐原開備註            |
| 07:00                 | -                     | 07:50                 | -                     |
| 09:00                 | -                     | 11:20                 | -                     |
| 13:30                 | -                     | 15:20                 | -                     |
| 17:00                 | -                     | 17:50                 | -                     |

### 收費
目前暫不收費。

### 停站
- 為隨招隨停路段；為一般站牌
- 參見右側站牌路線圖。